# アナウィン・ジュジーン
アナウィン・ジュジーン（泰: อนาวิน จูจีน、1987年3月13日 - ）は、タイ王国・ナコーンサワン県出身のサッカー選手。ポジションはディフェンダー、ミッドフィールダー。

## 来歴

### クラブ
2009年のシンガポール・カップに出場した。バンコク・グラスFCは準優勝した。バンコク・グラスでレギュラーとして活躍した後、2013年1月、ブリーラム・ユナイテッドFCに移籍した。バンコク・グラスでは攻撃的ミッドフィールダーのポジションで出場する機会が多かったが、ブリーラムでは右サイドバックでも出場している。
AFCチャンピオンズリーグ2013では予選プレーオフのブリスベン・ロアーFC戦、グループリーグ初戦のベガルタ仙台戦、第2節のFCソウル戦、ラウンド16のFCブニョドコルとのファースト・レグの4試合に先発した。5月14日のブニョドコル戦では前半17分にAFCチャンピオンズリーグ初得点となる先制ゴールを決めた。
その一方で、ブリスベン・ロアー戦で1枚目のイエローカードを提示されると、グループリーグ第2節に累積2枚目、第3節の江蘇舜天戦では後半32分、44分に続けてイエローカードを提示され、退場となった。さらに、出場停止明けの第5節のベガルタ仙台戦で累積3枚目のイエローカードを提示され、第6節も出場停止となった。

### 代表
2009年12月4日、東南アジア競技大会のU-23タイ代表に招集され、ベトナム戦で初出場した。また、12月8日の東ティモール戦で初得点を含む2ゴールを決めた。2010年アジア競技大会では11月7日のパキスタン戦で通算3得点目を決めた。
2014年、AFCアジアカップ2015 (予選)に招集された。

## 個人成績
（2014年4月23日時点）
| 年度 | クラブ                     | 大会                    | 出場 | 得点 |
| ---- | -------------------------- | ----------------------- | ---- | ---- |
| 2013 | ブリーラム・ユナイテッドFC | AFCチャンピオンズリーグ | 9    | 1    |
| 2014 | ブリーラム・ユナイテッドFC | AFCチャンピオンズリーグ | 6    | 0    |
| 通算 | 通算                       | 通算                    | 15   | 1    |

## 所属クラブ
ユース経歴
- 2003年 - 2005年 ナコーンサワンFC
- 2006年 クルン・タイ・バンクFC

シニア経歴
- 2007年 - 2012年 バンコク・グラスFC
- 2013年 - 2017年 ブリーラム・ユナイテッドFC
- 2017年 - スパンブリーFC

## 代表歴
- 2009年 - 2010年 U-23タイ代表
- 2010年 - 2014年 タイ代表

## タイトル
ブリーラム・ユナイテッドFC
- タイ・プレミアリーグ 優勝 (1) : 2013
- タイFAカップ 優勝 (1) : 2013
- タイ・リーグカップ 優勝 (1) : 2013
- コー・ロイヤルカップ 優勝 (2) : 2013, 2014
- トヨタプレミアカップ 優勝 (2) : 2013